# Хау, Боб
Роберт Невилл (Боб) Хау (англ. Robert Neville "Bob" Howe; 3 августа 1925, Сидней, Австралия — 30 ноября 2004, Санта-Ана, Калифорния, США) — австралийский теннисист, теннисный тренер и рефери. Четырёхкратный победитель турниров Большого шлема в смешанном парном разряде, восьмикратный финалист турниров Большого шлема в мужском и смешанном парном разряде.

## Биография
Родился в Сиднее в 1925 году в семье, увлекавшейся теннисом (частный корт семьи Хау служил местом проведения игр теннисного клуба Церкви Англии). Работал учителем в Сиднее.
Начал выступления в местных соревнованиях в 1945 году. За рубежом начал выступать в 28 лет, в 1954 году. Участвовал в 18 розыгрышах Уимблдонского турнира, в том числе 16 раз подряд — во всех трёх разрядах. За этот же период участвовал в 16 из 17 чемпионатов Франции.
С середины 1950-х до середины 1960-х годов считался одним из ведущих парных игроков мира. За это время девять раз играл в финалах турниров Большого шлема в смешанном парном разряде, завоевав четыре титула, и три раза — в финала в мужском парном разряде. В одиночном разряде выиграл около 30 турниров менее высокого ранга, включая два чемпионата Новой Зеландии среди любителей (1958, 1959) и чемпионат Британии среди профессиональных теннисных тренеров (1971). Выступал до начала 1970-х годов, в 1973 году вместе с Джимом Гилкристом, Фрэнком Седжменом and Джоном П. Янгом входил в состав ветеранской сборной Австралии, выигравшей международный Кубок Даблера.
Пользовался высокой репутацией как теннисный тренер и рефери. Стал одним из основателей первого цикла теннисных турниров в помещениях, участвовал в выработке формата первого турнира Мастерс - будущего Итогового турнира ATP - и разработке схемы тай-брейка, совместно с секретарём Ассоциации лаун-тенниса Питером Джонсом установив современный формат (13-очковый гейм с обменом сторонами корта после каждых шести очков). С 1980-х годов проживал в Калифорнии, выступал за теннисный клуб Ньюпорт-Бича. Скончался в декабре 2004 года.

## Финалы турниров Большого шлема за карьеру

### Мужской парный разряд (0-3)
| Результат | Год  | Турнир              | Покрытие | Партнёр   | Соперники в финале     | Счёт в финале   |
| --------- | ---- | ------------------- | -------- | --------- | ---------------------- | --------------- |
| Поражение | 1958 | Чемпионат Франции   | Грунт    | Эйб Сегал | Эшли Купер Нил Фрейзер | 6-3 6-8 3-6 5-7 |
| Поражение | 1959 | Чемпионат Австралии | Трава    | Дон Кэнди | Род Лейвер Боб Марк    | 7-9 4-6 2-6     |
| Поражение | 1961 | Чемпионат Франции   | Грунт    | Боб Марк  | Род Лейвер Рой Эмерсон | 6-3 1-6 1-6 4-6 |

### Смешанный парный разряд (4-4)
| Результат | Год  | Турнир               | Покрытие | Партнёрша        | Соперники в финале               | Счёт в финале |
| --------- | ---- | -------------------- | -------- | ---------------- | -------------------------------- | ------------- |
| Поражение | 1956 | Чемпионат Франции    | Грунт    | Дарлин Хард      | Тельма Койн-Лонг Луис Айяла      | 6-4 4-6 1-6   |
| Поражение | 1957 | Чемпионат США        | Грунт    | Дарлин Хард      | Алтея Гибсон Курт Нильсен        | 3-6 7-9       |
| Победа    | 1958 | Чемпионат Австралии  | Трава    | Мэри Бевис-Хотон | Анджела Мортимер Питер Ньюман    | 9-11 6-1 6-2  |
| Поражение | 1958 | Чемпионат Франции    | Грунт    | Лоррейн Кохлан   | Ширли Блумер Никола Пьетранджели | 6-8 2-6       |
| Победа    | 1958 | Уимблдонский турнир  | Трава    | Лоррейн Кохлан   | Алтея Гибсон Курт Нильсен        | 6-3 13-11     |
| Победа    | 1960 | Чемпионат Франции    | Грунт    | Мария Буэно      | Энн Хейдон Рой Эмерсон           | 1-6 6-1 6-2   |
| Поражение | 1960 | Уимблдонский турнир  | Трава    | Мария Буэно      | Дарлин Хард Род Лейвер           | 11-13 6-3 6-8 |
| Поражение | 1961 | Уимблдонский турнир  | Трава    | Эдда Будинг      | Лесли Тёрнер Фред Столл          | 9-11 2-6      |
| Победа    | 1962 | Чемпионат Франции(2) | Грунт    | Рене Схюрман     | Лесли Тёрнер Фред Столл          | 3-6 6-4 6-4   |